# Flores (Guatemala)
Flores is een stad en gemeente in Guatemala en is de hoofdplaats van het departement Petén.
Flores telt 70.000 inwoners.
Het oudste gedeelte van de stad is gelegen op een eiland in het Meer van Petén Itzá dat via een dijk verbonden is met het vasteland. In oude tijden was Flores de Mayastad Tayasal. Het eiland vormde de laatste Maya-staat die onafhankelijk bleef tijdens de verovering door de Spanjaarden. Hernán Cortés passeerde in 1541 langs het meer maar heeft de stad niet proberen innemen. De verovering gebeurde pas in 1697 en de stad werd daarbij volledig vernield.
Voor toeristen is deze plaats geschikt als tussenstop alvorens door te reizen naar de Mayastad Tikal. Het kent zowel een oud als een wat moderner gedeelte.

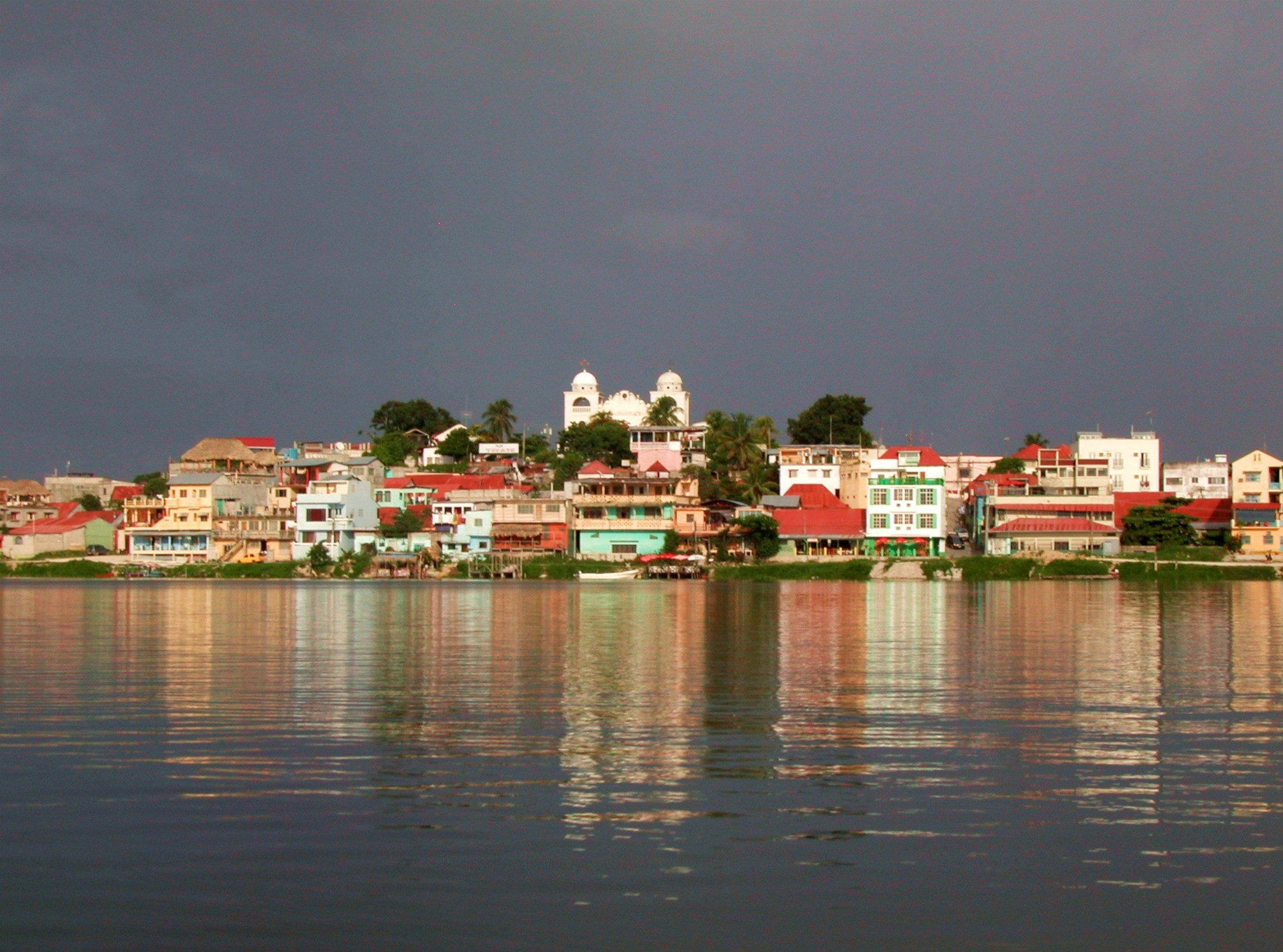
Het oude gedeelte van Flores
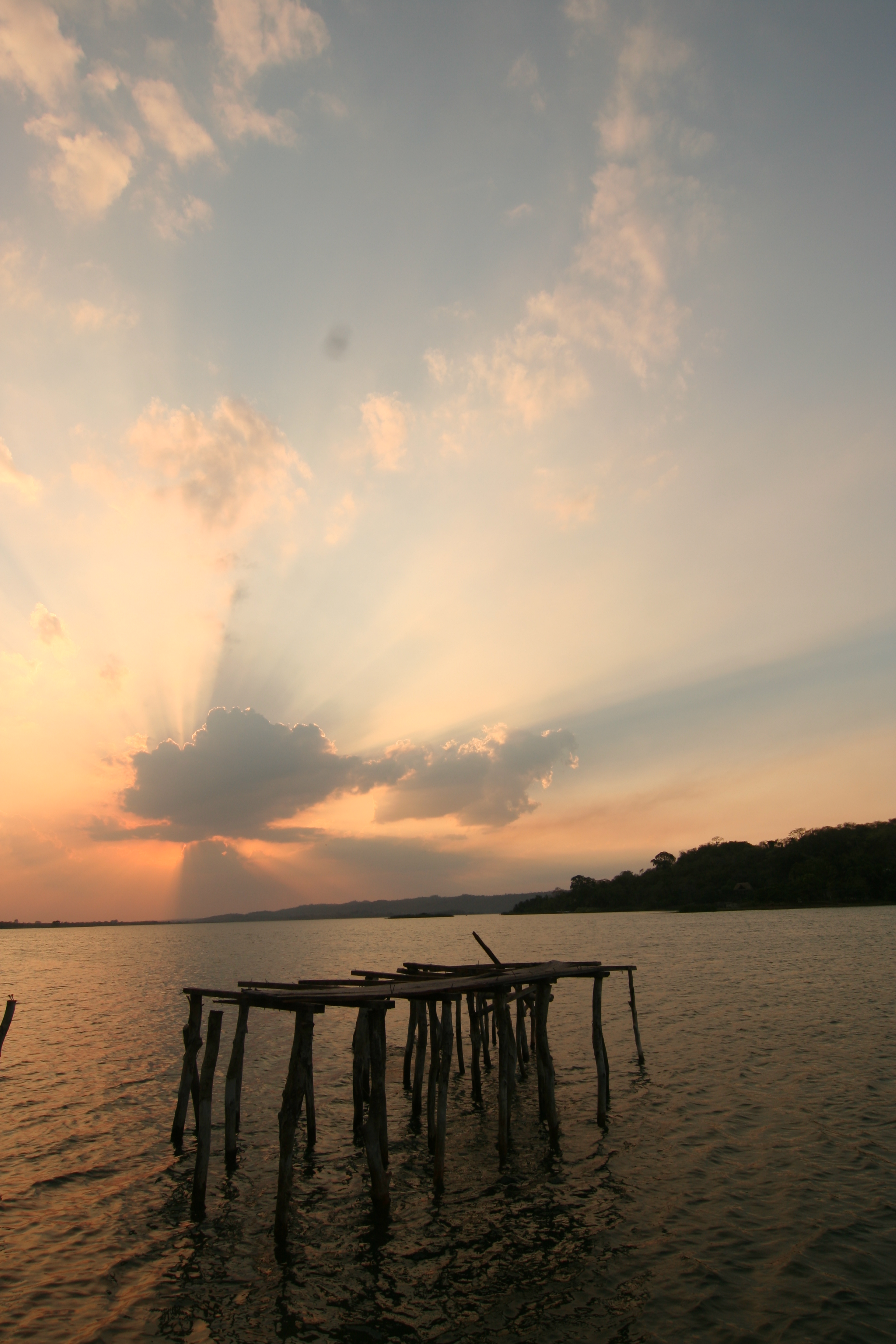
Zonsondergang, gezien vanaf Flores